# タツナミソウ
タツナミソウ（立浪草、学名：Scutellaria indica）は、シソ科タツナミソウ属の多年草。

## 特徴
地下茎は細く短く這う。茎は、短い地下茎か前年の地上茎の基部から直立し、高さは20-40cmになり、白色の長い水平に開出した毛が密生する。葉はまばらに対生し、葉柄は長さ5-20mmになる。葉身は広卵心形から三角状卵形で、長さ2-3cm、幅1.5-2.5cmになり、先は円みをおび、縁には7-10対の鈍い鋸歯があり、基部は心形となる。葉の両面ともに軟毛が多く、裏面には腺点がある。
花期は5-6月。茎の先端に長さ3-8cmになる花序をつけ、やや密に2個ずつ一方を向いた唇形の花を穂状につけ、水平に開出した毛が多い。花はふつう紫色、ときに淡紅紫色があり、白色のものは白花品種として区分される。萼は鐘形で、上部に円盤状をした突起状の付属物があり、花時の長さ約2.5mm、果時には長さ5-6mmになる。花冠は長さ1.5-2cmの唇形で、基部は急に曲がって直立し、筒部は長く、上唇はかぶと状になり、下唇は前方に幅広く突き出て紫色の斑点がある。雄蕊は4個あって、うち2個が長い。雌蕊は1個ある。果実は黒色で、長さ約1mmになる分果で、4個あり、円錐状に先がとがった細突起が密にある。果実は宿存性の萼に包まれ、熟すと上部の付属物がはずれて、散布される。

## 分布と生育環境
日本では、本州、四国、九州に分布し、丘陵地の林縁などの半日陰地、草地に生育する。国外では、朝鮮半島、台湾、中国大陸（中南部）、ベトナムに分布する。

## 名前の由来
和名タツナミソウは、「立浪草」の意で、花が咲くようすが、泡立って寄せてくる波を思わせるのでついたという。
種小名 indica は、「インドの」の意味。

## ギャラリー
- 茎、葉ともに白い開出した毛が密生する。
- 花は一方向に偏って咲く。

## 下位分類
- シロバナタツナミソウ Scutellaria indica L. f. amagiensis Sugim.[6] - 基本種の白花品種。
- コバノタツナミ（別名、コタツナミソウ、ビロードナミキ、ビロードタツナミ）Scutellaria indica L. var. parvifolia (Makino) Makino[7] - 基本種の変種。茎の基部が長く這う。基本種と比べて全体に小さく、葉は小型で短毛が生え、鋸歯の数が少ない。本州（伊豆半島以西）、四国、九州の太平洋側に分布し、海岸近くの山地の岩上や畑のふち、土手などに生育する[3][5]。
- シロバナコバノタツナミ（別名、シロバナビロードナミキ） Scutellaria indica L. var. parvifolia (Makino) Makino f. alba (H.Hara) H.Hara ex Murata et T.Yamaz.[8] - コバノタツナミの白花品種。
- ウスベニコバノタツナミ（別名、ベニバナビロードナミキ） Scutellaria indicaL. var. parvifolia (Makino) Makino f. lilacina (H.Hara) H.Hara ex Murata et T.Yamaz.[9]
- ホクリクタツナミソウ（別名、サンインタツナミソウ） Scutellaria indica L. var. satokoae Wakasugi et Naruh.[10] -	変種。茎の基部が長く這う。コバノタツナミと比べて葉は大きい。花は比べて小さく、花冠の下唇の斑点が不明瞭か、まれに欠如する。分果は1.5-1.7mmとなり大きい。本州の富山県以西の日本海側に分布し、林下に生育する[5]。

- コバノタツナミ
- コバノタツナミ